# Peraboa
Peraboa és una freguesia portuguesa del municipi de Covilhã, amb 27,2 km² d'àrea i 953 habitants (al cens del 2011). La densitat de població n'és de 35 hab/km².

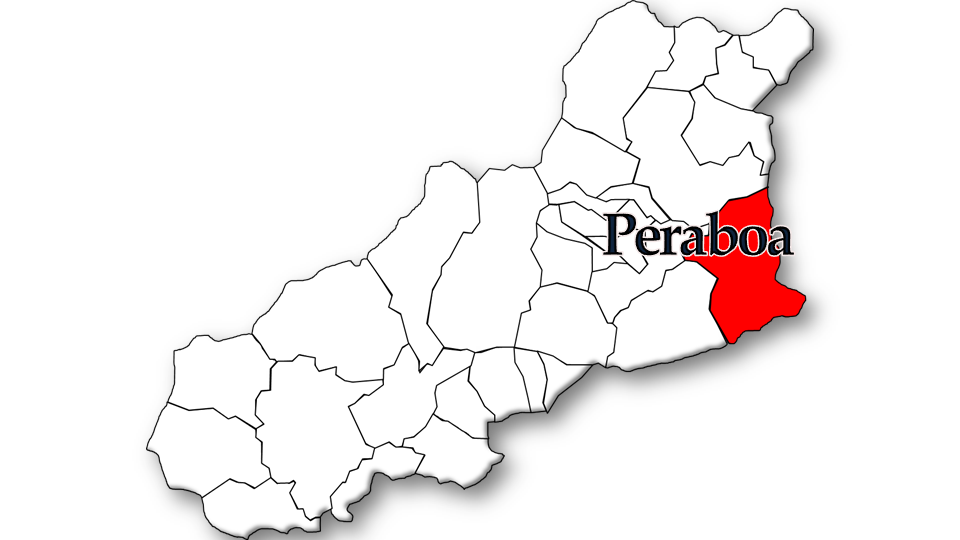
Situació en el municipi de Covilhã

## Situació
La freguesia de Peraboa confronta amb les de Ferro, Boidobra i Canhoso a l'oest, amb la de Teixoso al nord; amb la vila de Belmonte i la freguesia de Caria a l'est, i Capinha al sud.

## Llogarets
La freguesia de Peraboa integra aquests llogarets: Castanheira de Baixo, Castanheira de Cima, Lomba do Freixo, Quintas da França i Quintas da
Serra.

## Població
Es nota un decreixement de la població principalment de la franja d'edat més jove, i són els ancians els qui romanen dins el poble.

## Economia
L'economia se'n caracteritza per les indústries relacionades amb la petita serraria, construcció civil i indústria de lactis. N'hi ha encara petits artesans treballant en l'àrea de l'estany, fusteria i llana.
En el comerç hi ha merceries i alguns establiments de restauració de dimensió reduïda, forns i farmàcies.
L'agricultura de Peraboa és d'autoconsum familiar i producció per al mercat: la Quinta do Pereiro té una producció de vi rellevant, la Quinta da França cria ramat (caprí i boví), i la Quinta da Rata produeix llet.
Al llogaret de Castanheiras preval l'agricultura i ramaderia com activitat principal.

## Urbanisme
La freguesia de Peraboa es caracteritza per una estructura lineal curvilínia, perquè es va desenvolupar al llarg d'un eix
viari: les construccions apareixen modelades segons la via que travessa el llogaret, i és a partir d'aquesta naixen ramificacions amb carrerons sinuosos.

## Patrimoni
Peraboa té alguns monuments de rellevància històrica, com ara:
- Església matricial;
- Capella de Nossa Senhora das Preces;
- Casa parroquial de Peraboa o Casa del Duc de Lafões e Pombal;
- Font Vella;
- Capella de l'Esperit Sant;
- Quinta da França.

## Clima
La situació de la freguesia de Peraboa a Beira Interior i el seu allunyament relatiu de l'oceà dona un clima amb significatives amplituds tèrmiques diàries i anuals. A l'estiu el clima és càlid i sec, i a l'hivern fred i humit.

## Geologia
La freguesia és en un pujol envoltat d'una zona plana, confrontada al sud amb una zona muntanyenca coneguda com serra do Pereiro.
La cota de la freguesia és de 500 m.
Al sòl predominen les roques granítiques (i és aquest el material que preval en l'arquitectura de la freguesia), i també n'hi ha roques de formació sedimentària.

## Hidrologia
Peraboa té com a cursos d'aigua el riu Zêzere, que delimita part de la freguesia al nord; és travessada per la Ribeira de Caria, que s'encreua amb el Zêzere al punt més a l'oest dels límits de la freguesia; altres cursos d'aigua de menor cabal són la Ribeira das Inguias, Ribeira de St. Antão, Ribeira da Pontinha, etc.
Hi ha preses per a ús majoritàriament agrícola, com ara la de la Quinta do Pereiro, la de la Quinta da Lameira, i les de les quintes del Sr. José Madeira.
La freguesia es beneficiarà del Pla de Regadiu per a la Cova da Beira, que es troba actualment en construcció, i només afectarà els
terrenys de l'àrea de la freguesia que es troben a una cota inferior a 30 m del canal de rec.

## Flora
La freguesia té una vegetació d'espècies arbòries constituïda sobretot per: pomeres, oliveres, castanyers i ametlers. També hi abunda el conreu de la vinya i de cereals com l'ordi i l'avena.